# Municipio de Springfield (condado de LaGrange)
El municipio de Springfield (en inglés: Springfield Township) es un municipio ubicado en el condado de LaGrange en el estado estadounidense de Indiana. En el año 2010 tenía una población de 1179 habitantes y una densidad poblacional de 12,68 personas por km².

## Geografía
El municipio de Springfield se encuentra ubicado en las coordenadas 41°39′16″N 85°15′25″O / 41.65444, -85.25694. Según la Oficina del Censo de los Estados Unidos, el municipio tiene una superficie total de 92.99 km², de la cual 92,18 km² corresponden a tierra firme y (0,87 %) 0,81 km² es agua.

## Demografía
Según el censo de 2010, había 1179 personas residiendo en el municipio de Springfield. La densidad de población era de 12,68 hab./km². De los 1179 habitantes, el municipio de Springfield estaba compuesto por el 96,86 % blancos, el 0,59 % eran afroamericanos, el 0,51 % eran amerindios, el 0,08 % eran asiáticos, el 1,36 % eran de otras razas y el 0,59 % eran de una mezcla de razas. Del total de la población el 3,48 % eran hispanos o latinos de cualquier raza.